# متعب القرني
متعب القرني هو كاتب سعودي، وهو عضو هيئة التدريس بكلية اللغات والترجمة بجامعة الملك خالد، حاصل على ماجستير في اللسانيات النظرية من جامعة بول ستايت في إنديانا في الولايات المتحدة، ودكتوراه في اللسانيات النظرية من جامعة فلوريدا في فلوريدا في الولايات المتحدة.

## كتب
| الاسم                                                      | دار النشر                   | تاريخ النشر | عدد الصفحات | ردمك ISBN            | المصدر |
| ---------------------------------------------------------- | --------------------------- | ----------- | ----------- | -------------------- | ------ |
| ضربات حرة                                                  | دار مدارك للنشر             | 2016        | 407         | (ردمك 9786144299197) | [ 2 ]  |
| صيارفة الأدب العربي في القرن العشرين                       | دار مدارك للنشر             | 2017        | 352         | (ردمك 9786144298893) | [ 3 ]  |
| أقطاب الفكر العربي                                         | دار مدارك للنشر             | 2018        | 434         | (ردمك 9786144298701) | [ 4 ]  |
| أطاريح دينية فلسفية فكرية ثقافية سياسية                    | الدار العربية للعلوم ناشرون | 2018        | 207         | (ردمك 9786140126367) | [ 5 ]  |
| Introduction to Generative Syntax                          | brill                       | 2020        | 380         | (ردمك 9789004427150) | [ 6 ]  |
| الحياة الطيبة؛ بدءاً بالنجاء ومروراً بالصفاء وانتهاءً بالنماء | الدار العربية للعلوم ناشرون | 2021        | 256         | (ردمك 9786140132856) | [ 7 ]  |

### كتاب أقطاب الفكر العربي
يجمع كتاب أقطاب الفكر العربي رموز الفكر العربي من بلدان مختلفة، تحكي سيرهم وأخبارهم وتعرض آراء وأفكار.

## مقالات
| عنوان المقال                                                                                       | اسم المجلة   | تاريخ العدد |
| -------------------------------------------------------------------------------------------------- | ------------ | ----------- |
| نور الدين فارح: قائد الحركة النسوية في الصومال                                                     | الفيصل       | يوليو 2016  |
| الحياة السرية لمفكرين وفلاسفة                                                                      | الفيصل       | يناير 2017  |
| الكاتبات الإيرانيات يعشن في جحيم مفتوح اعتقالات وتعذيب وتهجير.. في كل الأزمنة                      | الفيصل       | يوليو 2017  |
| كازو إيشيغورو: لا يهمني من أكون، ولا من أين أتيت؟ أنا كاتب باللغة الانجليزية فحسب                  | الفيصل       | نوفمبر 2017 |
| وظائف وأدوار المثقف عند الفيلسوف السويسري جان زيغلر                                                | فكر الثقافية | أكتوبر 2018 |
| نايف الروضان: الكرامة هي أكثر الاحتياجات البشرية إلحاحاً والأمن العالمي لا يمكن اختزاله في بعد واحد | الفيصل       | يناير 2019  |
| صديقة عريبي النسوية المنسية في الصحاري الليبية                                                     | فكر الثقافية | فبراير 2019 |